# Jacques Nichet
Jacques Nichet, né le 1er janvier 1942 à Albi et mort le 29 juillet 2019 à Toulouse, est un auteur, metteur en scène, ainsi qu'un réalisateur de cinéma français. 

## Biographie
En 1965, alors qu'il est étudiant à l’École normale supérieure, où il est entré en 1964, Jacques Nichet fonde une troupe universitaire, le Théâtre de l'Aquarium, qu'il dirige jusqu'en 1968. Reçu troisième en 1967 au concours de l'agrégation de lettres classiques, il enseigne pendant une quinzaine d'années comme maître de conférences d’études théâtrales à l'université de Paris VIII.
En 1970, il crée un collectif d’une quinzaine d’artistes (parmi lesquels Jean-Louis Benoît et Didier Bezace) qui s’installe en 1973 à la Cartoucherie de Vincennes, sur l'invitation d'Ariane Mnouchkine, pour créer le Théâtre de l'Aquarium qui existe encore aujourd’hui. 
Jusqu’en 1980, Jacques Nichet participe à douze réalisations, dont Marchands de ville (1972), Ah Q, de Jean Jourdheuil et Bernard Chartreux, d’après Lu Xun (1975), La jeune lune tient la vieille lune toute une nuit dans ses bras (1976), Correspondance (1980).
En 1986, Jacques Nichet est appelé à diriger le Centre dramatique national de la région Languedoc-Roussillon à Montpellier, qu'il baptise Théâtre des Treize Vents. Il y met en scène des auteurs aussi différents que Federico García Lorca (La Savetière prodigieuse), Denis Diderot, Javier Tomeo (Monstre aimé), Pedro Calderón de la Barca (Le Magicien prodigieux), Eduardo De Filippo (Sik-Sik, Le Haut-de-forme) ou Serge Valletti (Domaine ventre). Il le dirige jusqu'en 1998.
En 1991, il fonde avec Jean-Michel Déprats un Centre international de la traduction théâtrale dont le siège se trouve désormais à Montpellier : La Maison Antoine Vitez.
Il présente La Tragédie du roi Christophe d’Aimé Césaire au Festival d'Avignon 1996.
En octobre 1998, Jacques Nichet prend la direction du Théâtre national de Toulouse Midi-Pyrénées (TNT), poursuivant son travail de mise en scène d'auteurs contemporains : il présente Le jour se lève, Léopold ! de Serge Valletti (1998), Silence complice de Daniel Keene (1999) et Combat de nègre et de chiens de Bernard-Marie Koltès (Paris, Théâtre de la Ville, 2001). En janvier 2003, il met en scène Les Cercueils de zinc, de Svetlana Alexievitch (création). Il met également en scène des auteurs classiques, comme Horváth, Shakespeare, Sophocle, Erdman, Leopardi. 
En 2004, il met en scène Antigone de Sophocle, qui sera reprise à l’Odéon-Théâtre de l’Europe.
En 2007, il quitte le TNT qu'il dirige depuis 1998 avec l'aide de Richard Coconier, puis de Jean Lebeau, car, dit-il : « Dans le métier, il est de coutume d'exercer jusqu'à 70 ans. À 65 ans, j'ai senti qu'il fallait boucler un cycle, j'ai décidé de me surprendre moi-même en forçant le destin... La vie n'est intéressante que si elle est surprenante ! ». ll y présente sa dernière création au TNT, intitulée Le Commencement du bonheur.
En 2008, il fonde la compagnie L'Inattendu et monte Le Collectionneur d'instants de Quint Buchholz et La Ménagerie de verre de Tennessee Williams.
Durant l'année universitaire 2009-2010, il a été titulaire de la chaire de création artistique du Collège de France. Sa leçon inaugurale s'intitule Le théâtre n'existe pas.
En 2018, il monte sa toute dernière pièce, Compagnie de Samuel Beckett.

## Mises en scène
- 1970 : Les Évasions de monsieur Voisin, texte collectif, Espace Cardin

Théâtre de l'Aquarium jusqu’en 1980, Jacques Nichet participe à douze réalisations, dont
- 1965 : Les Grenouilles d'Aristophane
- 1966 : Guerres picrocholines d'après Rabelais
- 1968 : Les Héritiers d'après Pierre Bourdieu et Jean-Claude Passeron
- 1972 : Marchands de ville
- 1975 : Ah Q de Jean Jourdheuil et Bernard Chartreux, d’après Lu Xun
- 1976 : La jeune lune tient la vieille lune toute une nuit dans ses bras
- 1980 : Correspondance

Théâtre des Treize Vents Montpellier
- 1986 : La Savetière prodigieuse de Federico García Lorca
- 1987 : Le Rêve de d'Alembert de Denis Diderot
- 1988 : Monstre aimé de Javier Tomeo, Théâtre national de la Colline, Théâtre national de Strasbourg en 1989
- 1988 : Le Triomphe de l'amour de Marivaux
- 1989 : Le Baladin du monde occidental de John Millington Synge
- 1990 : Le Magicien prodigieux de Pedro Calderón de la Barca, Sik-Sik – Le Haut-de-forme d'Eduardo De Filippo
- 1992 : Le Silence de Molière de Giovanni Macchia, Théâtre Paris-Villette
- 1993 : Domaine ventre de Serge Valletti, Théâtre national de la Colline
- 1993 : Alceste d'Euripide
- 1995 : Le Retour au désert de Bernard-Marie Koltès
- 1996 : La Tragédie du roi Christophe d’Aimé Césaire, Festival d’Avignon

TNT-Théâtre national de Toulouse Midi-Pyrénées
- 1998 : Le Jour se lève, Léopold ! de Serge Valletti
- 1999 : Casimir et Caroline d’Ödön von Horváth, Silence complice de Daniel Keene
- 2000 : La prochaine fois que je viendrai au monde, Festival d'Avignon, Théâtre des Abbesses en 2002
- 2001 : Mesure pour mesure de William Shakespeare
- 2001 : Combat de nègre et de chiens de Bernard-Marie Koltès, repris au Théâtre de la Ville
- 2003 : Les Cercueils de zinc de Svetlana Alexievitch, repris au Théâtre de la Commune
- 2004 : Antigone de Sophocle, repris à l’Odéon-Théâtre de l’Europe et en tournée
- 2006 : L'Augmentation de Georges Perec, Le Suicidé de N. R. Erdman
- 2007 : Faut pas payer ! de Dario Fo, Théâtre national de Toulouse, Théâtre Nanterre-Amandiers
- 2007 : Le commencent du bonheur, d'après Giacomo Leopardi, Théâtre national de Toulouse
- 2008 : Le Collectionneur d'instants de Quint Buchholz, Théâtre de la Commune

- 2009 : La Ménagerie de verre de Tennessee Williams, Théâtre de la Commune
- 2010 : L'anthologie inattendue, recueil de poèmes, Amphithéâtre du Collège de France
- 2016 : Braises et cendres, d'après Blaise Cendrars, Scène nationale d'Albi[16]
- 2018 : Compagnie de Beckett, Théâtre de la Cité-Toulouse.

## Ouvrage
- Je veux jouer toujours. Toulouse : Éditions Milan, 2008.

## Filmographie
- 1981 : Le Collectionneur (court métrage)
- 1983 : La Guerre des Demoiselles